# Багдадський павільйон
Багдадський павільйон (тур. Bağdat Köşkü) — павільйон, що розташований у IV дворі палацу Топкапи, Стамбул, Туреччина.

## Історія
Початок будівництва павільйону був закладений на початку походу султана Мурада IV на Багдад, який завершився перемогою. Завершилось будівництво у 1639 році. Однак Найма у своїх рукописах свідчить, що внутрішні роботи в павільйоні велись ще й після смерті султана.
У цьому павільйоні султан пив каву після своєї ранкової молитви та приймав гостей. Пізніше, у XVII ст., султани Абдул-Гамід І та Селім ІІІ використовували павільйон у якості своєї бібліотеки.
У 2006 році відбулась реставрація.

## Архітектура
План Багдадського павільйону дуже схожий з планом Єреванського павільйону, побудованого тим самим султаном Мурадом.
Будівля у своєєму плані є восьмикутною з склепінчастою галереєю з широким купольним дахом.
Стіни павільйону оздоблені в Класичному Османському кахлями, виробництво яких на той час досягло найвищої майстерності. На рівні з кахлями використаний кольоровий мармур та слонова кістка, в декорі — позолота і перламутр. Присутні написи з аятів Корану.
В декоруванні стелі прослідковується також впив класицизму XVII ст. 
За часів правління Абдул-Азіза, кін ХІХ ст., до вікон додали дерев'яні віконниці, проте наступник султан Мехмед V, поч. ХХ ст., їх прибрав. У 1939 році вікна закрили залізом, а у 1972 році поверх заліза додали скло. Проте у цьому ж році залізні конструкції було знято і павільйон набув того вигляду, в якому його можна побачити сьогодні.
Підлога вкрита шестикутною цеглою.
Кам’яні ґрати на п’єдестальній частині будівлі, побудованої з різаного каменю, не були покриті. На головному поверсі павільйону стіни заховані за мармуровими покриттями. Арки, що створюють портики павільйону, побудовані з білого мармуру та червоного каменю. Круглі червоні порфіри ікрустовані у білі мармурові поверхні склепіння арок. Стіни портика обшиті різаним каменем, а стеля — деревом, пофарбованим в зелений колір. Екстер'єр покритий кахлями з зображенням артишоків та гранат на білому тлі.
Меблі павільйони виготовлені з ебенового дерева.

## Галерея

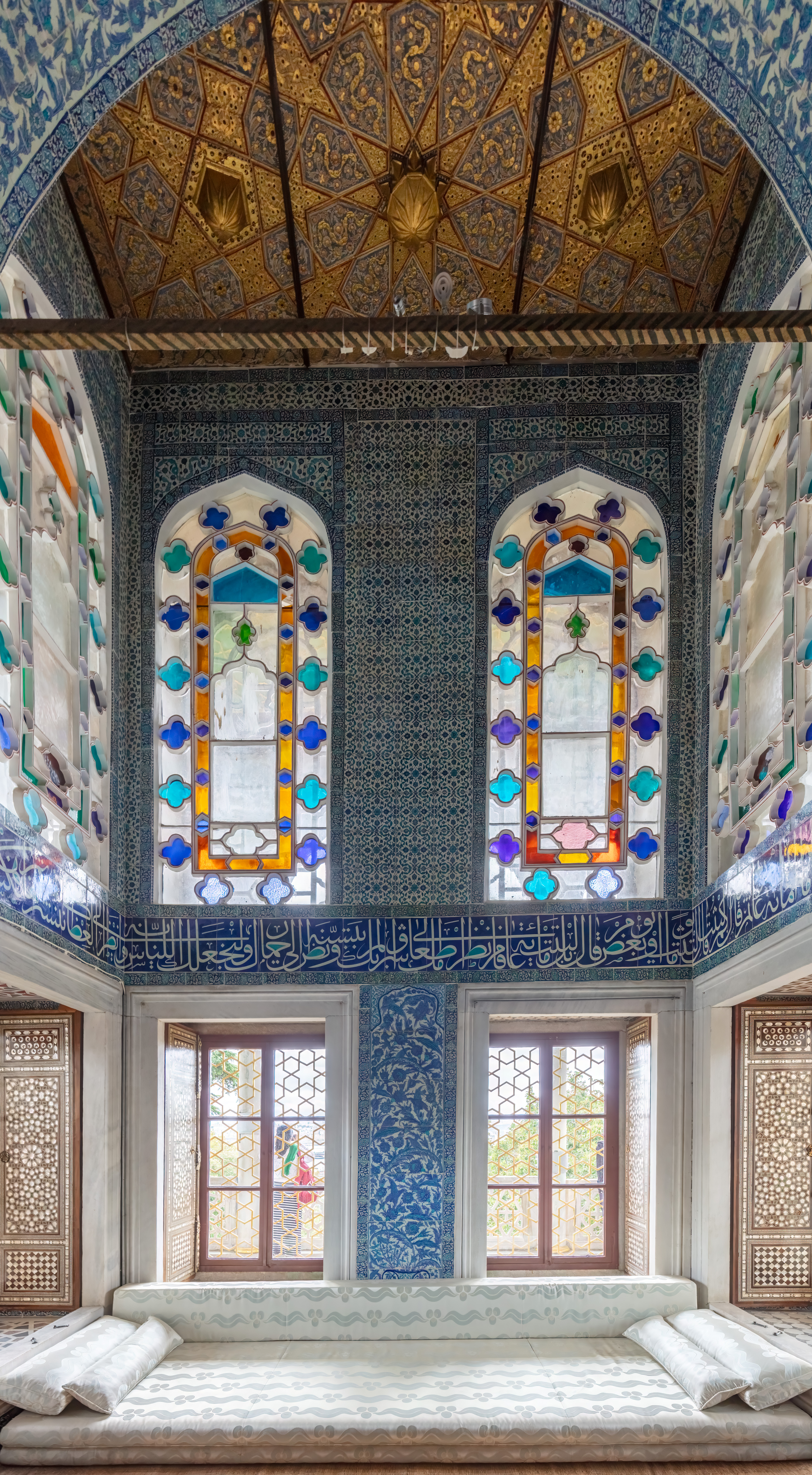
Вікна павільйону
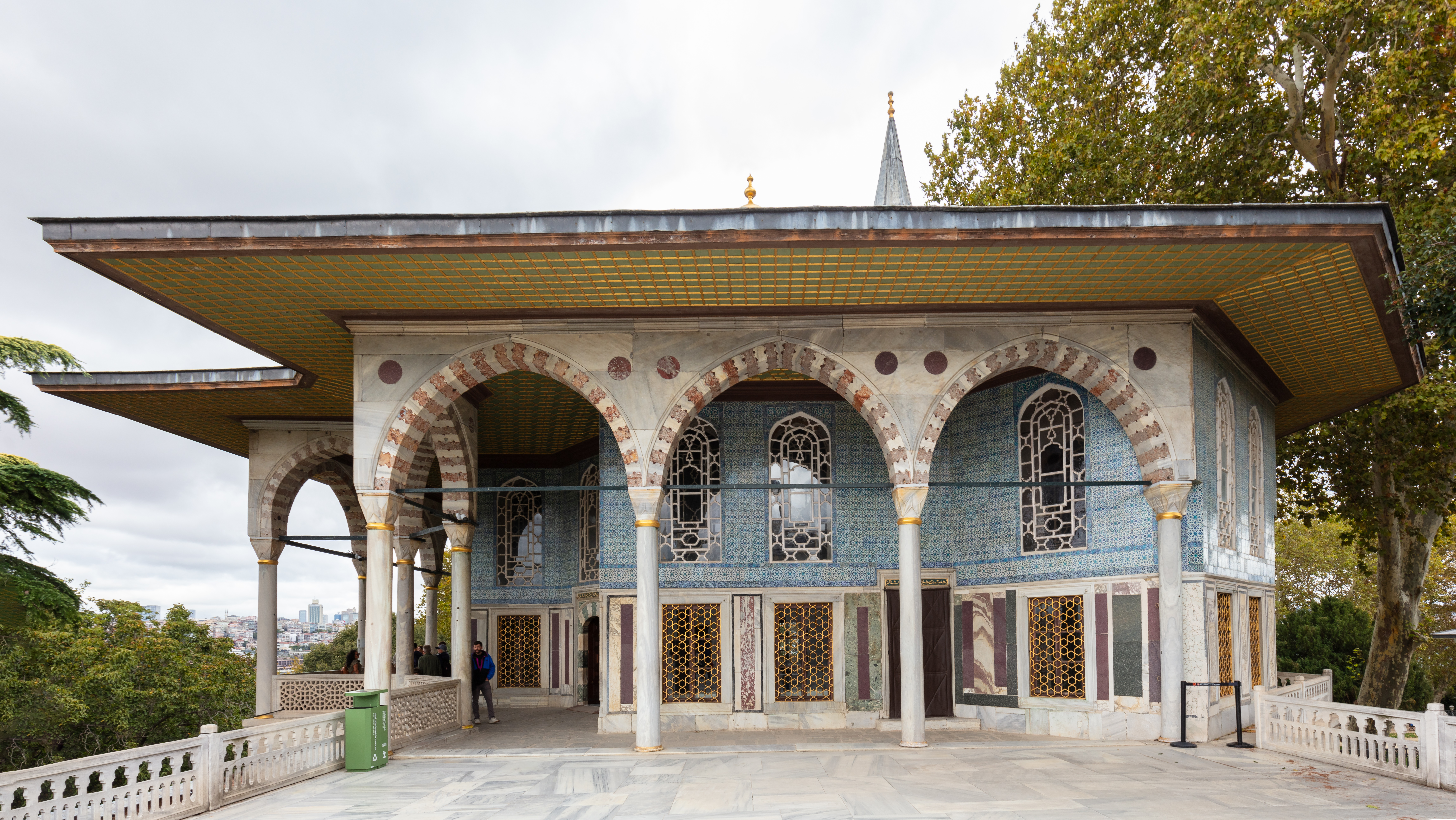
Вид на Багдадський павільйон
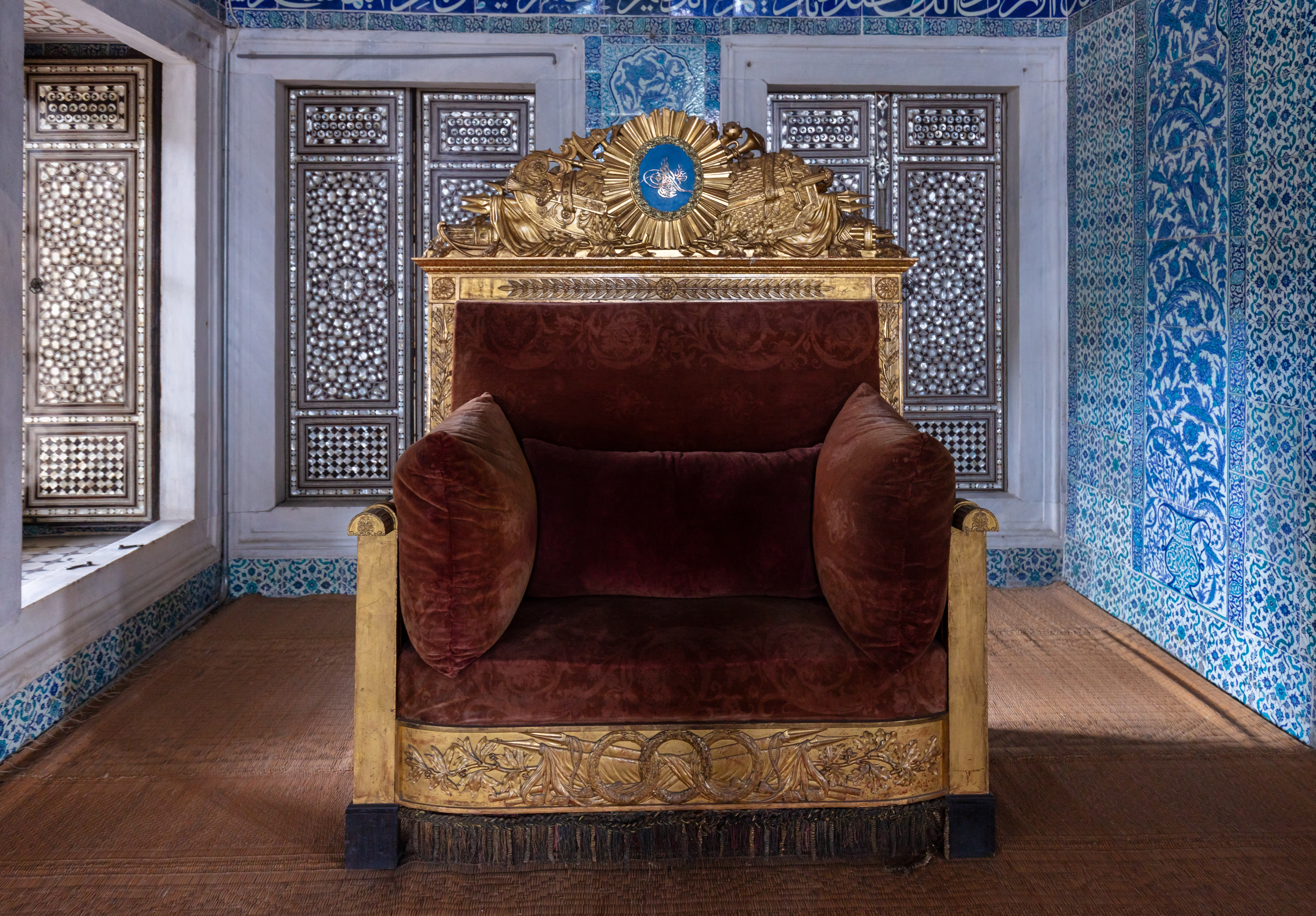
Kрісло
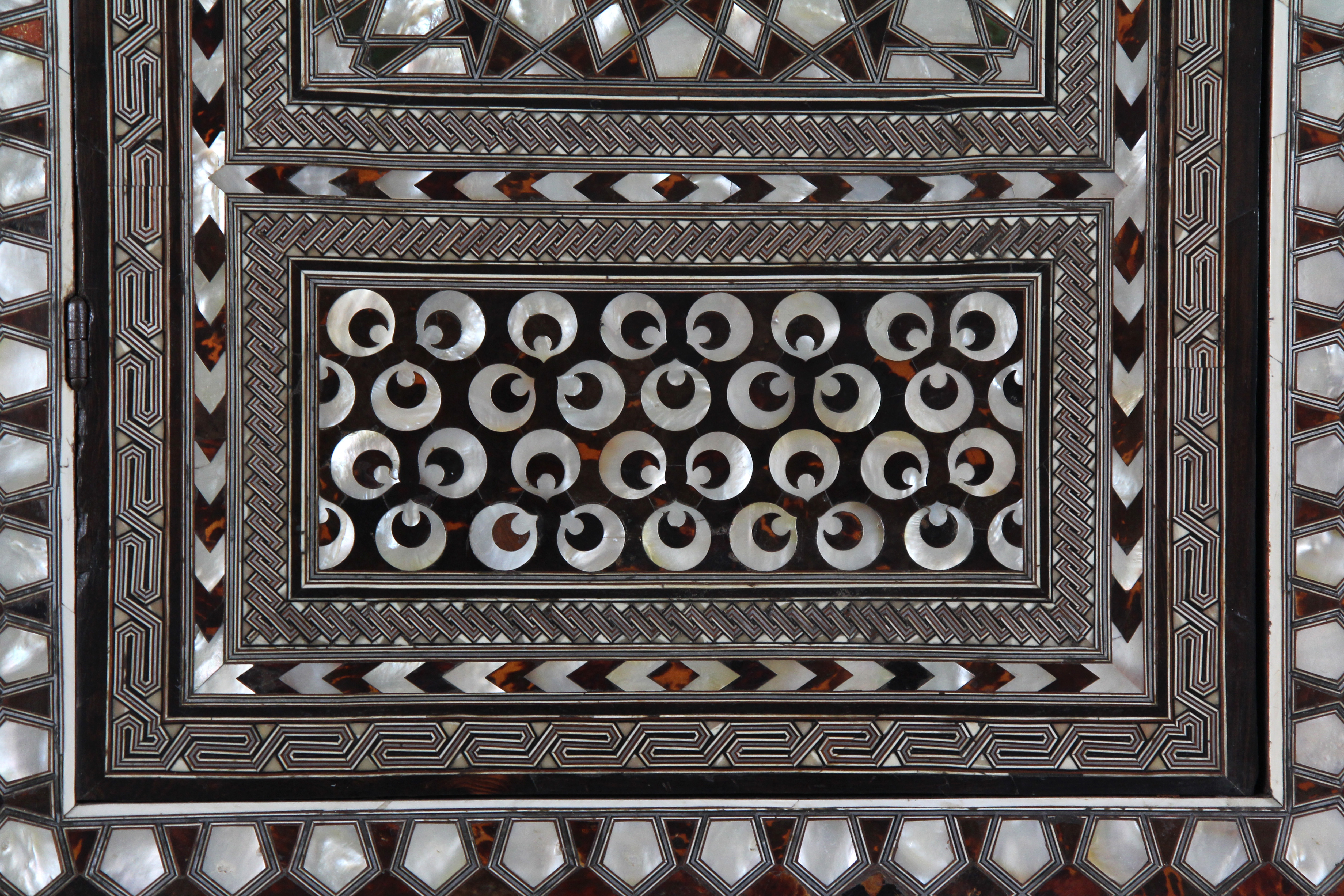
Декор
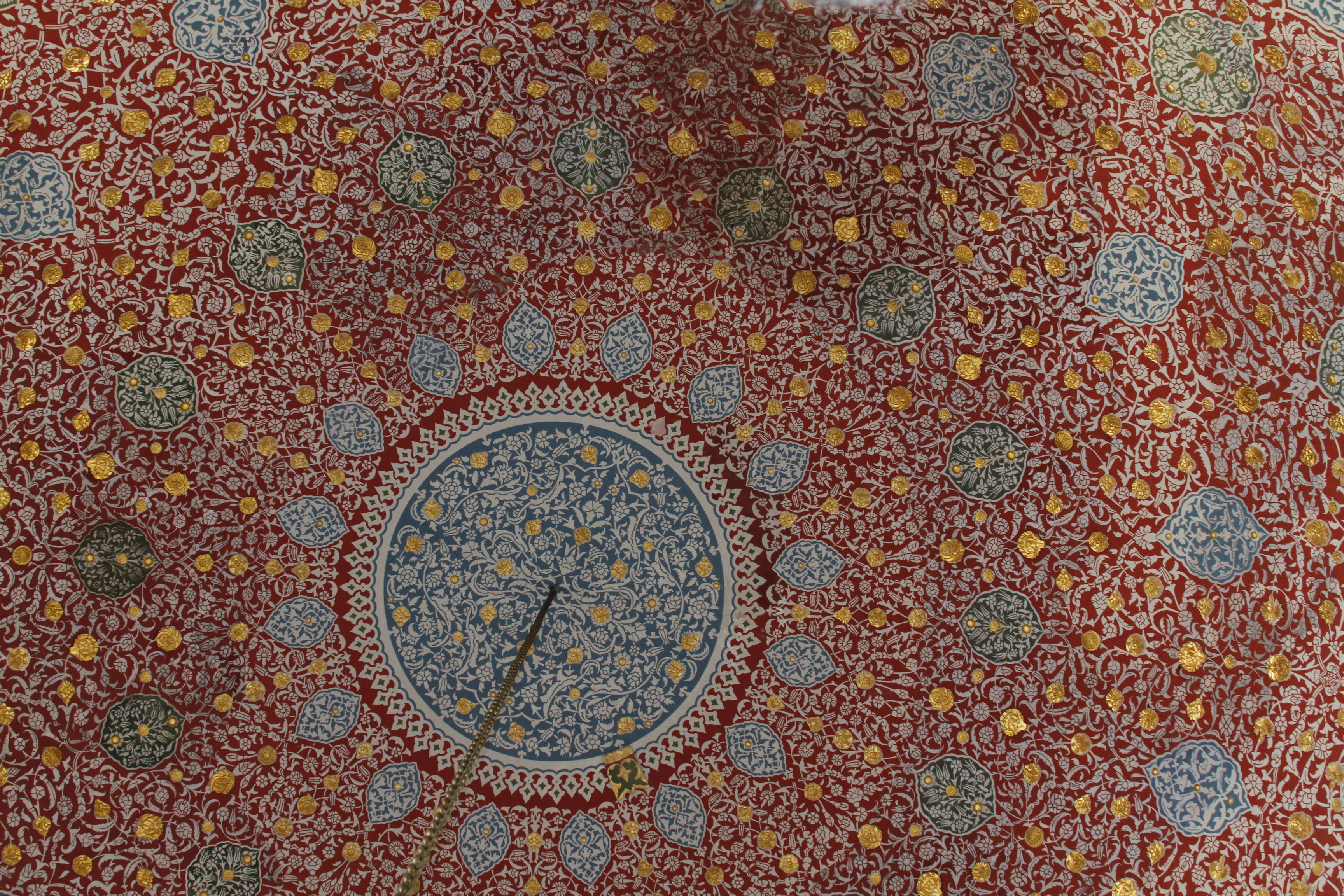
Купол
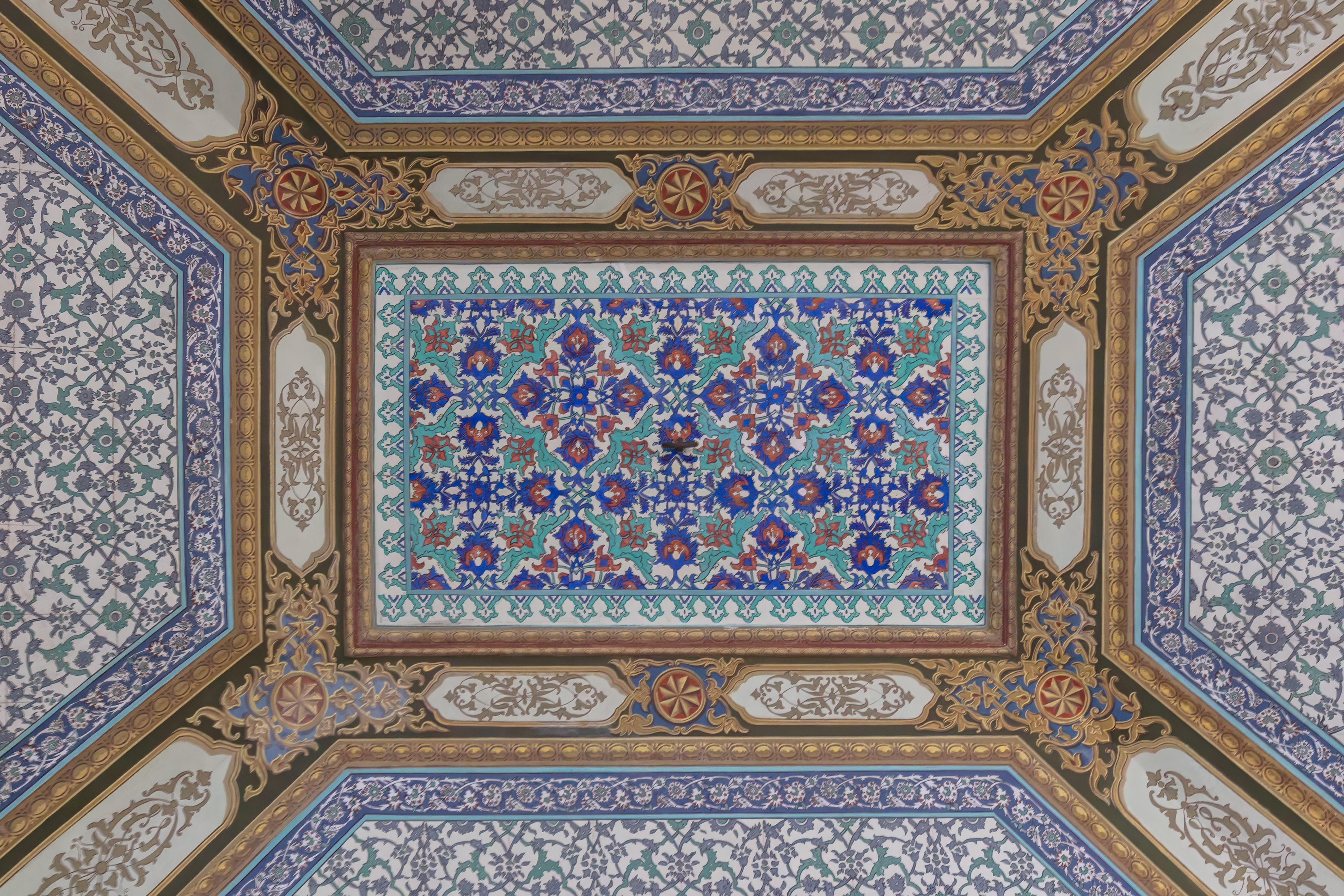
Cтеля
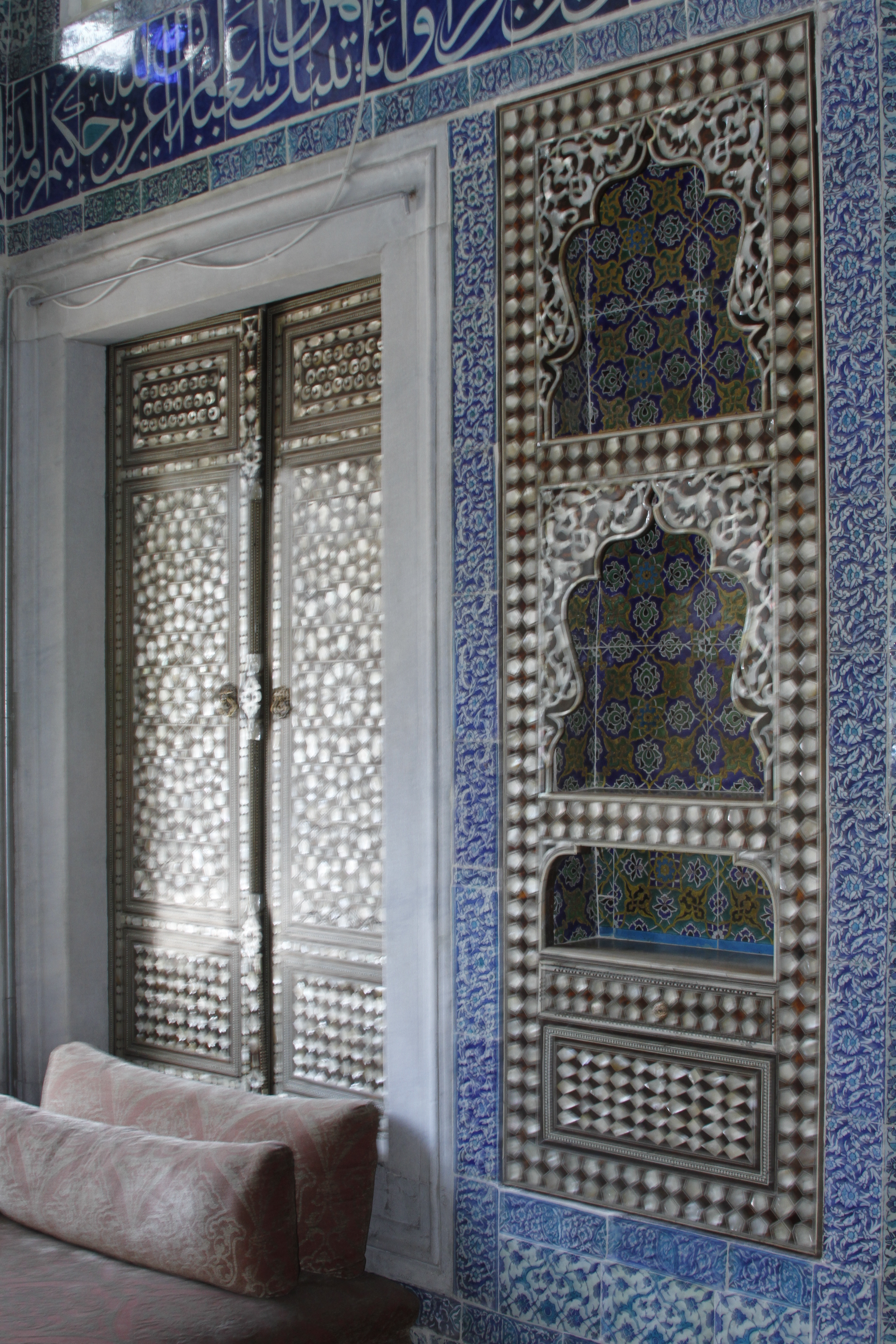
Інтер'єр павільйону

## Дивись також
1. Кахельний павільйон
2. Єреванський павільйон